# Vokalise
Als Vokalise bezeichnet man ein Musikstück, das nur auf Vokale gesungen wird. Die Vokalise stellt damit ein »Lied ohne Worte« dar. Hierbei wird nur auf Vokale, nicht auf Solmisationssilben gesungen. Diese Gesangstechnik nennt man auch vokalisieren. Es gibt mehrstimmige Vokalisen und Vokalisen für eine Solostimme.
Vokalisen gehen zurück bis in die Mitte des 18. Jahrhunderts. Jean-Antoine Bérard (1710–1772) veröffentlichte 1755 in seinem Gesangslehrbuch „L'Art du chant“ eine Auswahl von Liedern von Komponisten wie Jean-Baptiste Lully und Jean-Philippe Rameau, allerdings ohne die zugehörigen Worte oder Liedtexte mit zu veröffentlichen. Er hatte diese Lieder allein aufgrund ihres Wertes als Übungsstücke für seinen Gesangskurs ausgewählt.
Im 19. Jahrhundert wurden dann Vokalisen vorwiegend für pädagogische Zwecke des Gesangsunterrichts (Tonbildung etc.) entwickelt. Eine parallele, aber eng auf die Vokalise bezogene Entwicklung vollzog sich im frühen 19. Jahrhundert: Felix Mendelssohn Bartholdy begründete um 1828 die Musikgattung der Lieder ohne Worte, bei der ein Instrument (beispielsweise das Klavier) den Part der liedhaften Singstimme übernimmt.
Aus diesen Ansätzen heraus etablierte sich dann die Vokalise und das Lied ohne Worte als eigenständige Musikgattung und Kunstform. Unter anderem haben Gabriel Fauré, Nikolai Medtner, Igor Strawinsky, Heitor Villa-Lobos und Mauricio Kagel Vokalisen komponiert. Berühmtheit erlangten auch die Vokalisen des Italieners Giuseppe Concone (1801–1861), die heutzutage als Conconen aufgeführt werden. Die meisten Vokalisen gibt es für Frauenstimmen. Sergei Rachmaninows Vokalise op. 34 Nr. 14 aus dem Jahr 1915 (geschrieben für die russische Sopranistin Antonina Neschdanowa) ist heute wohl das bekannteste Stück dieser Musikgattung, das Rachmaninow später auch orchestriert hat. Die Melodiestimme dieses Werkes kann als Musterbeispiel für die für Rachmaninow charakteristische, in kleinen Intervallen fortschreitende Melodieführung gelten. Der englische Komponist John Foulds (1880–1939) schrieb ein Konzert für Stimme und Orchester, „Lyra Celtica“ op. 50, von dem allerdings nur zwei Sätze vollendet sind. Reinhold Glière (1875–1956) schrieb 1943 ein Konzert für Koloratursopran und Orchester op. 82.
Wortlose Singstimmen setzten beispielsweise auch Claude Debussy in den Trois Nocturnes (1900), Maurice Ravel in Daphnis et Chloë (1909–1912) oder Carl Nielsen im zweiten Satz seiner Dritten Sinfonie ein.
In manchen Musikgattungen wird Gesang ohne (sinnhaltige) Worte als Scat bezeichnet.
Aufgrund von Zensur oder Selbstzensur kann es vorkommen, dass Lieder mit einem eigentlichen Text nur als Vokalise veröffentlicht werden. Zum Internet-Phänomen wurde so im Jahr 2010 Eduard Chils vokalisierte Interpretation von Arkadi Ostrowskis Я очень рад, ведь я, наконец, возвращаюсь домой (auf Deutsch etwa Ich bin sehr glücklich, weil ich endlich wieder zu Hause bin), die bereits 1976 publiziert worden war, als Trololo-Lied. Das Lied sollte ursprünglich von einem Cowboy handeln, der nach Hause zurückkehrt; da dies jedoch in der Sowjetunion „zu amerikanisch“ war, wurde es nur als Vokalise aufgenommen.